# Nick Land
Nick Land (nascido em 17 de janeiro de 1962) é um filósofo, escritor, blogueiro britânico, sendo descrito como "o pai do aceleracionismo".
Land também é conhecido por desenvolver posteriormente as ideias anti-igualitárias e antidemocráticas por trás do Iluminismo das Trevas, sendo às vezes associadas à alt-right ou a outros movimentos de direita.

## Carreira
Land foi professor de filosofia continental na Universidade de Warwick de 1987 até sua renúncia em 1998. Em Warwick, fundou, juntamente com Sadie Plant, a Unidade de Pesquisa de Cultura Cibernética (CCRU), um grupo de investigação interdisciplinar descrito pelo filósofo Graham Harman como "um grupo heterogêneo de pensadores que experimentaram uma produção conceptual nascida da fusão de uma grande variedade de fontes: futurismo, tecnociência, filosofia, misticismo, numerologia, teoria da complexidade e ficção científica, entre outros."
Em 1992, publicou A Sede de Aniquilação: Georges Bataille e o Niilismo Virulento. Posteriormente, publicou numerosos textos menores, muitos dos quais foram divulgados na década de noventa, durante o seu período de atividade no CCRU.
Land finalmente lecionou no New Center for Research & Practice até março de 2017, quando aquela instituição encerrou seu relacionamento com o filósofo britânico "após vários tweets daquele ano onde Land expressou opiniões intolerantes sobre muçulmanos e imigrantes".